# Roll Models
Roll Models (раніше відомі як Рольова Модель) — київський інді та панк-рок гурт, заснований восени 2006 року. На творчість гурту вплинули переважно панк-рок гурти. А саме: Panic! at the Disco, Green Day, Fall Out Boy. Більшість пісень існує у двох варіантах: українською то англійською мовами.

## Біографія
У початковий склад входило 4 учасники: Сергій Руденко (бас), Макс Бутко (ударні), Андрій Тарташник (гітара) і Майк Корчовий (вокал, гітара) — формування тривало майже рік, тому датою народження групи самі учасники вважають 27 вересня 2008 року — тоді ж пройшла перша професійна фотосесія групи.
У жовтні 2008 року був знятий дебютний кліп на пісню «Fade away», який потрапив у ротацію провідних музичних каналів країни.
Взимку 2009 року вийшов перший ЕР «Fade Away», до якого увійшло 4 пісні й дебютне відео.
Навесні 2009 року «РОЛЬОВА МОДЕЛЬ» випустили свій дебютний однойменний EP- альбом, позиціонуючи його лише як спосіб ознайомлення людей з музикою колективу. На пластинку увійшли 4 композиції «Lovin' the Good Times», «Remember Me», «Місто, Що Ніколи Не Спить», а також «Fade Away».
Травень 2009 — знімання 2-го кліпу гурту на пісню «Lovin’ The Good Times». Знімання відбувалося в теплий день в мальовничому місці — на даху 35 поверхового комплексу в самому центрі Києва.
У червні 2009 року через неможливості поєднувати графік основної роботи з репетиціями й виступами, з групи пішов Андрій Тарташник. Його замінив сесійний гітарист — Дмитрієв Павло з київської інді-групи Don't Panic.
Серпень 2009 — вихід у фінал конкурсу молодих українських груп, що проводиться українським мобільним оператором Djuice — Djuice Music Drive Дебют. В результаті — перший великий тур по Україні в складі інших фіналістів і хедлайнера — групи ТІК.
У лютому 2010 була закінчена розробка сайту групи й початок роботи над новим, 3-м за рахунком відео на нову пісню — Waste Of Time. А у 2012 році вийшов кліп до пісні «In Everithing».
Виступали на сцені Палацу спорту разом з Placebo у 2012 році.
Запланований реліз другого студійного альбому "Kiss Me, You Animal" на осінь 2014 року. 

## Склад гурту
- Михайло Корчовий — вокал, гітара
- Юрій Можарівський  — бас, вокал
- Слава Романченко — гітара
- Марк Туник — ударні

## Колишні учасники
- Сергій Руденко — бас.
- Андрій Тарташник — лід-гітара.
- Максим Бутко — ударні.

## Дискографія

### Альбоми
- 2009 — «Fade Away»
- 2011 — «Сцилла и Харибда»
- 2016 — «Kiss Me, You Animal»

### Live-Альбоми
- Live (Sullivan Room)

### Сингли
- 2008 — «Fade Away (сингл)»
- 2015 — «Місто, що ніколи не спить» (нова версія)

### Відеокліпи
- 2008 — «Fade Away»
- 2009 — «Lovin' the Good Times»
- 2010 — «Waste Of Time»
- 2011 — «In Everything»
- 2011 — «One Of A Kind» (лірик-відео)